# Karpatische herdershond
De Karpatische herdershond (of ciobănesc românesc carpatin) is een hondenras dat afkomstig is uit Roemenië. Het dier wordt gebruikt als herdershond en als waakhond. Een volwassen reu is ongeveer 69 centimeter hoog, een volwassen teef ongeveer 63 centimeter.
De Karpatische herdershond heeft een rijk verleden. Het ras heeft zich ontwikkeld tot uitstekende beschermers van de schaapskuddes, die door de bergen van de Roemeense Karpaten trekken. In de afgelegen en wilde natuurgebieden is een gevarieerd en rijk aanbod aan vegetatie te krijgen. Er is echter één nadeel aan het leven in deze rijke gebieden; er leven roofdieren. Bruine beren, wolven en lynxen om precies te zijn.
De Karpatische herdershond is uitstekend aangepast aan het klimaat en heeft uitmuntende capaciteiten om tegen roofdieren te strijden. De combinatie van wolfachtig roedelgedrag, sterke en atletische lichaamsbouw, beweging en hun oeroude werkgeschiedenis en ontwikkeling maakt ze uitstekende en efficiënte kuddebewakers.
Het ras wordt door de FCI sinds 6 juli 2005 erkend.